# John Toland (Mathematiker)
John Francis Toland (* 28. April 1949 in Derry) ist ein nordirischer Mathematiker, der sich mit Analysis und partiellen Differentialgleichungen und Hydrodynamik beschäftigt.
Toland ging 1960 bis 1967 auf das St. Columb´s College in Derry und studierte dann an der Queens University in Belfast (Bachelorabschluss) und an der University of Sussex (Master-Abschluss), wo er 1973 bei Charles A. Stuart promovierte (Topological Methods for Nonlinear Eigenvalue Problems). Danach war er bis 1979 an der University of Essex im Fluids Mechanics Research Centre und danach am University College London. Er ist seit Anfang der 1980er Jahre Professor an der University of Bath und außerdem wissenschaftlicher Direktor des „International Centre for Mathematical Sciences“ (ICMS) in Edinburgh. Er war unter anderem Gastprofessor in Deutschland, den USA, Frankreich, den Niederlanden, Australien.
Er beschäftigte sich unter anderem mit der mathematischen Theorie von stationären Wasserwellen, teilweise mit dem 1991 verstorbenen Charles Amick (University of Chicago). 1978 bewies er eine Vermutung von George Gabriel Stokes über die Existenz von Schwerewellen maximaler Höhe in tiefem Wasser (On the Existence of a Wave of Greatest Height and Stokes's Conjecture, Proc. Royal Society, Bd. 363, S. 469), ein über 100 Jahre lang offenes Problem der Hydrodynamik. Hier arbeitete er mit John Bryce McLeod und L. E. Fraenkel zusammen. In der Laudatio für seine Aufnahme in die Royal Society wurden seine fundamentalen Beiträge zur globalen Bifurkationstheorie von Differentialgleichungen und seine Entdeckung eines neuen Dualitätsprinzips in der Variationsrechnung hervorgehoben. In seinen Untersuchungen wandte er auch von ihm und Ko-Autoren neu entwickelte topologische Methoden an.
2000 erhielt er den Senior Berwick-Preis für die Arbeit The index change and global bifurcation for flows with a first integral (mit E. Norman Dancer, in Proc. LMS. Band 36. 1993, S. 539–567). Er ist seit 1999 Fellow der Royal Society, deren Wolfson Merit Award er erhielt. Von 2005 bis 2007 war er Präsident der London Mathematical Society (LMS). 2009 wurde er Ehrendoktor der University of Essex. 2012 erhielt er die Sylvester-Medaille der Royal Society.